# Lista delle piramidi egizie
Nel corso di 3500 anni di storia vennero innalzate almeno 138 piramidi dai faraoni dell'Antico Egitto. Questa lista presenta le caratteristiche più importanti delle piramidi, quando disponibili.
| Faraone                                | Nome originale                                     | Dinastia                 | Sito               | l × p × a [m]        | Volume [m³]             | Inclinazione          | Note | Immagine                          |              |
| Antico Regno                           | Antico Regno                                       | Antico Regno             | Antico Regno       | Antico Regno         | Antico Regno            | Antico Regno          | Antico Regno | Antico Regno                      | Antico Regno |
| -------------------------------------- | -------------------------------------------------- | ------------------------ | ------------------ | -------------------- | ----------------------- | --------------------- | --- | --------------------------------- | ------------ |
| Djoser                                 | Nome originale sconosciuto Piramide di Djoser      | 3ª                       | Saqqara            | 121 × 109 × 60       | 330 400                 |                       | Il complesso piramidale include un muro di cinta lungo più di un miglio ed alto 10,5 metri. Il complesso copre 37 acri con 3,5 miglia di cunicoli sotterranei. |                                   |              |
| Sekhemkhet                             | Nome originale sconosciuto Piramide Sepolta        | 3ª                       | Saqqara            | 115 × 115 × 7        | 33 600 (non completata) |                       | |                                   |              |
| Khaba ? (l'attribuzione non è certa)   | Nome originale sconosciuto Piramide a strati       | 3ª                       | Zawyet el-Aryan    | 84 (l=p) × 20        | 47 040 (non completata) |                       | |                                   |              |
| Huni ? poi Snefru                      | Snefru continua                                    | 4ª                       | Meidum             | 144 (l=p) × 92       | 638 733                 | 51° 50' 35"           | Il complesso piramidale include una piramide satellite |                                   |              |
| Snefru                                 | La piramide meridionale di Snefru splende          | 4ª                       | Dahshur            | 188 (l=p) × 105      | 1 237 040               | 54° 50' 35" / 43° 22' | Detta Piramide romboidale. Il complesso piramidale include una piramide satellite.                                                                             | Sneferu's Bent Pyramid in Dahshur |              |
| Snefru                                 | La brillante                                       | 4ª                       | Dahshur            | 220 (l=p) × 105      | 1 694 000               | 43° 22'               | Detta Piramide rossa. |                                   |              |
| Cheope                                 | L'orizzonte di Cheope                              | 4ª                       | Giza               | 230.3 (l=p) × 146.6  | 2 583 283               | 51° 50' 40"           | Il complesso piramidale include una piramide satellite e 3 piramidi secondarie.                                                                                |                                   |              |
| Djedefra                               | Firmamento del re Djedefra                         | 4ª                       | Abu Rawash         | 106.2 (l=p) × ~68    | 131 043                 | ~52°                  | Distrutta. Il complesso piramidale include una piramide satellite.                                                                                             |                                   |              |
| Chefren                                | Chefren è grande                                   | 4ª                       | Giza               | 215.25 (l=p) × 143.5 | 2 211 096               | 53°10'                | Il complesso piramidale include una piramide satellite. |                                   |              |
| Sanakht ?                              |                                                    | 4ª                       | Zawyet el-Aryan    | 200 (l=p) × ?        | (non completata)        |                       | |                                   |              |
| Micerino                               | Menkaura è divino                                  | 4ª                       | Giza               | 103.4 (l=p) × 65.5   | 235 183                 | 51°20′25″             | Il complesso piramidale include 3 Piramidi delle Regine. |                                   |              |
| Shepseskaf                             | La piramide purificata                             | 4ª                       | Sud Saqqara        | 99.6 × 74.4 × 18     | 148 271                 | 70°                   | Non è una vera e propria piramide, ma una mastaba gigante |                                   |              |
| Khentkaus I                            |                                                    | 4ª                       | Giza               | 45.5 × 45.8 × 17.5   | 6 372                   | 74°                   | Tomba a gradoni |                                   |              |
| Userkaf                                | Puri sono i luoghi di Userkaf                      | 5ª                       | Saqqara            | 73.3 (l=p) × 49      | 87 906                  | 53°7'48"              | Il complesso piramidale include una piramide satellite. |                                   |              |
| Sahura                                 | L'anima di Sahura appare nella luminosità          | 5ª                       | Abusir             | 78.75 (l=p) × 47     | 96 542                  | 50°11'40"             | Il complesso piramidale include una piramide satellite. |                                   |              |
| Neferirkara Kakai                      | Piramide del Ba di Neferirkara                     | 5ª                       | Abusir             | 105 (l=p) × 54       | 257 250                 | 73°                   | Originariamente era una piramide a gradoni. |                                   |              |
| Neferefra                              | Divina è la forza di Neferkhau                     | 5ª                       | Abusir             | 65 (l=p) × ?         | (non completata)        |                       | |                                   |              |
| Niuserra                               | I Iuoghi della continuazione di Niuserra           | 5ª                       | Abusir             | 79.9 (l=p) × 51.68   | 112 632                 | 51° 50' 35"           | Il complesso piramidale include una piramide satellite e 1 o 2 Piramidi delle Regine.                                                                          |                                   |              |
| Djedkara Isesi                         | Meraviglioso è Djedkhau                            | 5ª                       | Sud Saqqara        | 78.75 (l=p) × 52.5   | 107 835                 | 52°                   | Il complesso piramidale include una piramide satellite e una Piramide della Regina.                                                                            |                                   |              |
| Unis                                   | Perfetti sono i luoghi di Unis                     | 5ª                       | Nord Saqqara       | 57.75 (l=p) × 43     | 47 390                  | 56°                   | Il complesso piramidale include una piramide satellite. |                                   |              |
| Teti                                   | I luoghi della continuazione di Teti               | 6ª                       | Nord Saqqara       | 78.5 (l=p) × 52.5    | 107 835                 | 53° 7' 48"            | Il complesso piramidale include una piramide satellite e 2 Piramidi delle Regine.                                                                              |                                   |              |
| Pepi I                                 | La perfezione di Pepi è stabilita                  | 6ª                       | Sud Saqqara        | 78.75 (l=p) × 52.5   | 107 835                 | 53° 7' 48"            | Il complesso piramidale include una piramide satellite e 5 piramidi secondarie.                                                                                |                                   |              |
| Merenra I                              | La perfezione di Merenra appare                    | 6ª                       | Sud Saqqara        | 78.75 (l=p) × 52.5   | 107 835                 | 57°7'48"              | |                                   |              |
| Pepi II                                | Pepi vive                                          | 6ª                       | Sud Saqqara        | 78.75 (l=p) × 52.5   | 107 835                 | 53° 7' 48"            | Il complesso piramidale include una piramide satellite e 3 Piramidi delle Regine.                                                                              |                                   |              |

Mappa dei siti piramidali principali

| Primo periodo intermedio dell'Egitto   |                                                    |                          |                    |                      |                         |                       | |                                   |              |
| Kakara Ibi                             | Nome originale sconosciuto Piramide di Kakara Ibi  | 8ª                       | Sud Saqqara        | 31.5 (l=p) × 21?     | 6 994 ?                 |                       | |                                   |              |
| Khui                                   | Nome originale sconosciuto Piramide di Khui        | Primo periodo intermedio | Dara               | 130 (l=p) × ?        |                         |                       | Forse una piramide a gradoni oppure una mastaba. |                                   |              |
| Medio Regno                            |                                                    |                          |                    |                      |                         |                       | |                                   |              |
| Amenemhat I                            | I luoghi delle apparizioni di Amenemhat            | 12ª                      | El-Lisht           | 84 (l=p) × 55        | 129 360                 | 54° 27' 44"           | |                                   |              |
| Sesostri I                             | Senusret guarda le Due Terre                       | 12ª                      | El-Lisht           | 105 (l=p) × 61.25    | 225 093                 | 49° 24'               | Il complesso piramidale include una piramide satellite e 9 Piramidi delle Regine.                                                                              |                                   |              |
| Amenemhat II                           | La piramide possente di Amenemhat                  | 12ª                      | Dahshur            | 82 × 82 × ?          |                         |                       | Detta Piramide bianca. |                                   |              |
| Sesostri II                            | Senusret appare                                    | 12ª                      | Illahun (El-Lahun) | 106 (l=p) × 48.6     | 185 665                 | 42° 35'               | Il complesso piramidale include una piramide satellite o Piramide della Regina.                                                                                |                                   |              |
| Sesostri III                           | ? Piramide di Sesostri III                         | 12ª                      | Dahshur            | 105 (l=p) × 78       | 288 488                 | 56° 18' 35"           | Il complesso piramidale include 7 Piramidi delle Regine. |                                   |              |
| Amenemhat III                          | Amenemhat è meraviglioso                           | 12ª                      | Dahshur            | 105 (l=p) × 75       | 274 625                 | 56° 18' 35"           | Detta Piramide nera. |                                   |              |
| Amenemhat III                          | Amenemhat vive                                     | 12ª                      | Hawara             | 105 (l=p) × 58       | 200 158                 | 48° 45'               | |                                   |              |
| Amenemhat IV o Nefrusobek              |                                                    | 12ª                      | Sud Mazghuna       | 52.5 (l=p) × ?       | 30 216 (non completata) |                       | |                                   |              |
| Secondo periodo intermedio dell'Egitto |                                                    |                          |                    |                      |                         |                       | |                                   |              |
| Khendjer                               | Nome originale sconosciuto Piramide di Khendjer    | 13ª                      | Sud Saqqara        | 52.5 (l=p) × 37.35h  | 44 096                  | 55°                   | |                                   |              |
| Ameny Qemau                            | Nome originale sconosciuto Piramide di Ameny Qemau | 13ª ?                    |                    |                      |                         |                       | |                                   |              |
| Nuovo Regno                            |                                                    |                          |                    |                      |                         |                       | |                                   |              |
| Ahmose                                 | Nome originale sconosciuto Piramide di Ahmose      | 18ª                      | Abido              | 52.5 (l=p) × 40h.    |                         | 60°                   | Semplice cenotafio. |                                   |              |